# 李慕良
李慕良（1918年—2010年2月28日），原名李孟鄂，湖南長沙人，中国京劇琴師、京劇作曲家，中國共產黨党员。马连良和徐兰沅的學生。著有《京劇流派的產生與發展》等。
長期給老師馬連良操琴（以京劇胡琴；京胡為演員伴奏唱腔），完成多部新編古裝京劇和現代京劇（京劇現代戲）的唱腔設計和音樂設計。

## 作品
主要的京劇唱腔設計和音樂設計作品有新編古裝京劇《赤壁之戰》、《趙氏孤兒》、《海瑞罷官》（吴晗編劇）；現代京劇《杜鵑山》（1964年版，老師徐兰沅做音樂指導）、《蘆蕩火種》（《沙家浜》的前身，與同學陸松齡、唐在炘、熊承旭合作，4人的老師徐兰沅做音樂指導）等。
編寫了好多新唱腔，給裘盛戎設計了《漢調二黃原板》「我魏絳」唱段；給趙燕俠設計了《徽調二黃原板》「親兒的臉吻兒的腮」唱段。
創作了《新東方贊》、《萬年歡慶》、《凝思曲》、《新八岔》（用在新編古裝京劇《趙氏孤兒》一劇裡面，據台灣出版的《梁訓益的平劇文場音樂》一書說，《新八岔》是徐蘭沅的創作，梁訓益和李慕良都是徐蘭沅的學生）、《新山坡羊》（用在1964年版京劇現代戲《杜鵑山》裡面）等京劇胡琴（京胡）曲牌和京胡協奏曲《長征頌》（1979年）等好多音樂。